# 火山学

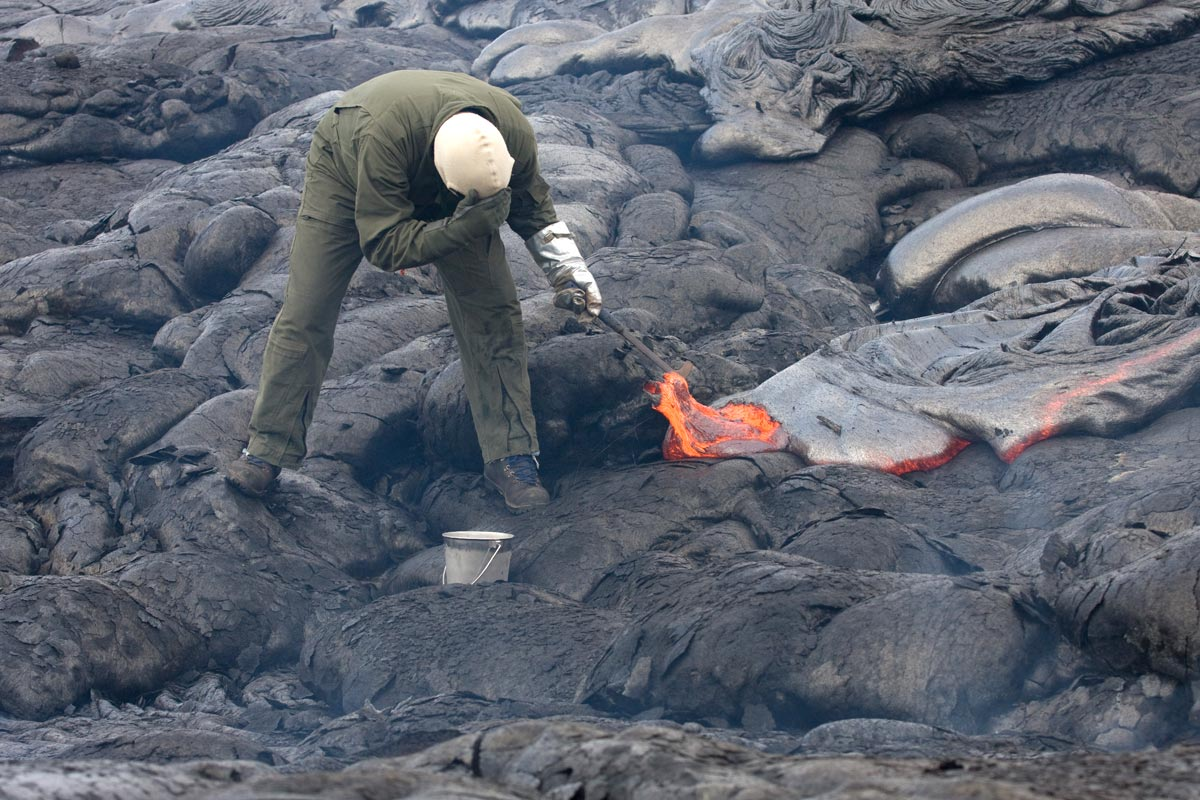
一个火山学家使用岩石锤和一桶水来做熔岩的采样。

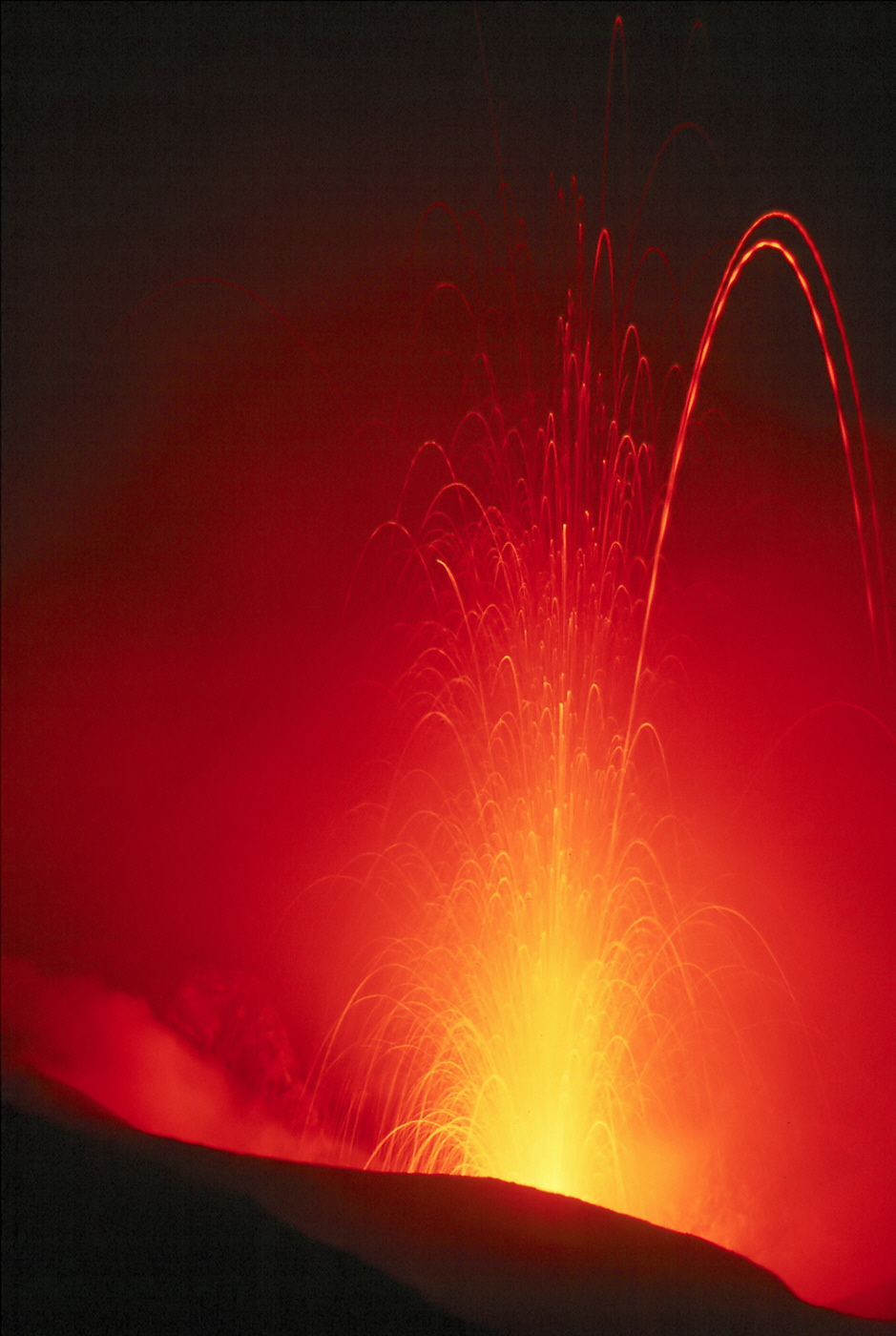
斯通波利島火山爆發（Isole Eolie/義大利），約垂直 100m（300ft）。 曝光數秒。 虛線軌跡是熔岩塊在半空中旋轉的結果，熔岩塊具有明亮的熱面和冷的黑暗面。

火山學（英語：Volcanology）是一門研究火山、熔岩、岩漿及相關地質學、地球物理学、和地球化学現象的學問。
研究火山學的人稱為火山學家。火山学家是地质学家，他们研究火山的喷发活动和火山的形成，以及火山现在的和历史上的喷发。火山學家常常要實地造訪火山（特別是活火山）來觀察火山噴發，採集噴發的產物，例如火山噴發碎屑（例如火山灰或浮岩）、岩石及熔岩的樣本。另外一個研究的重心是預測火山的噴發。目前並沒有準確的方法可以預測火山的噴發，但是，預測火山的噴發如同預測地震一樣可以拯救許多生命。
科學家中最危險的行業之一就是火山學家，因為突如其來的火山噴發隨時可能在研究活火山時發生。

## 现代火山学

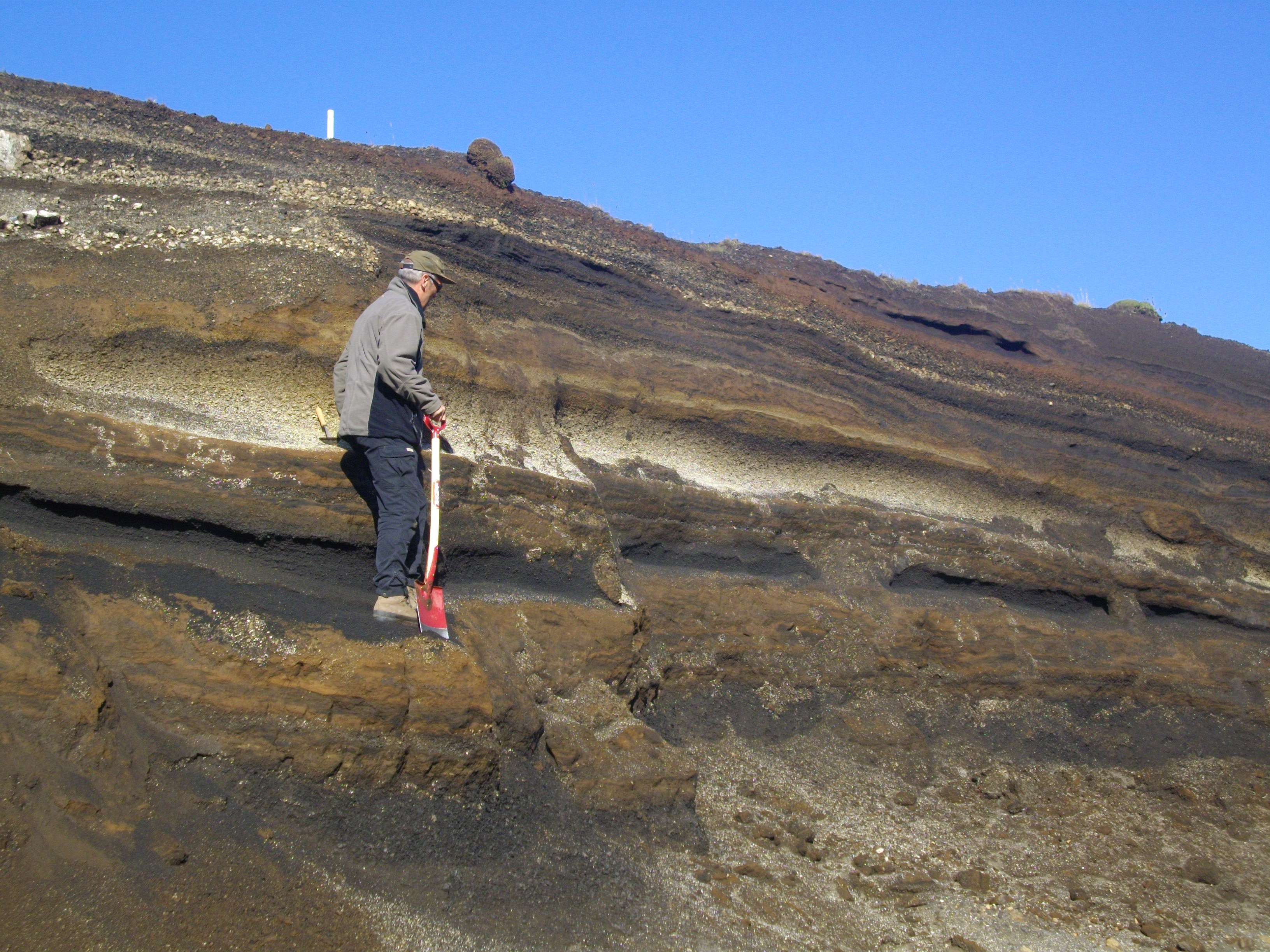
火山学家考察火山喷发碎屑的层位，在冰岛中南部地区。

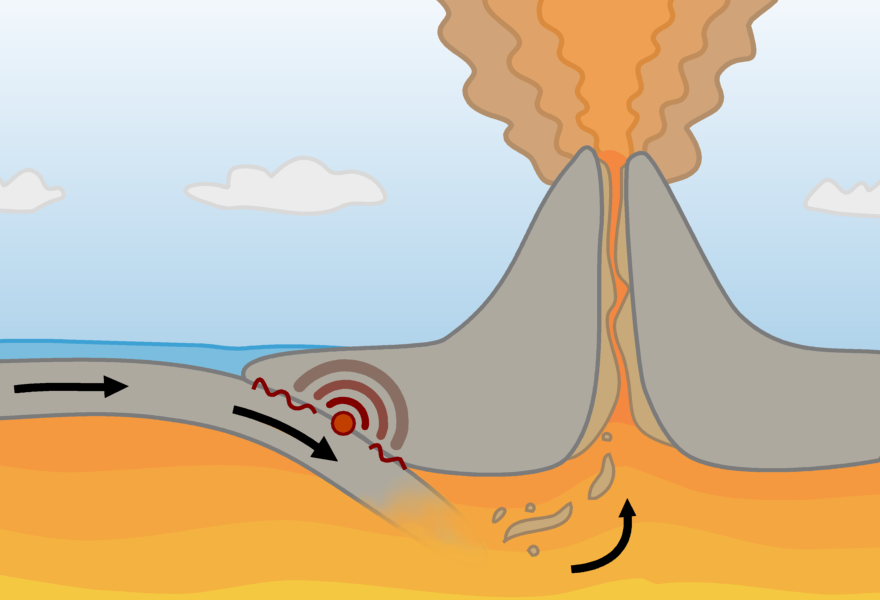
聚合性板塊邊緣圖，其中俯衝加劇了構造板塊邊界俯衝帶的火山活動。

1825年，時年僅28歲的英國地質學家暨政治經濟學家喬治·尤利烏斯·波萊特·斯科羅普發表《對火山的見解》，這部著作奠下現代火山學的基礎。1841年，第一个火山学观测站，维苏威火山观测站，始建于两西西里王国。
地震观测使用部署火山地区附近的地震仪取得，监视火山活动中增加地震活动，特别是在寻找长期谐波震颤，这是通过火山通道的岩浆运动的信号。
地表变形监测包括使用大地测量技术例如通过倾斜仪，全站仪和EDM来测量调平，倾斜，应变，角度和距离。这也包括全球导航卫星系统观测和干涉合成孔径雷达。地表变形表明岩浆上涌：岩浆供应量增加在火山中心的地表面产生凸起。
气体排放可以被设备监测，包括便携式的紫外光谱仪（COSPEC，现在由miniDOAS替代），用于分析火山气体如二氧化硫（SO2）的存在；或通过红外光谱仪（FTIR）。增加的气体排放，并且更加具体的气体成份的变化，可能预示即将发生的火山喷发。
利用使用温度计和观火山湖和火山口热性能的变化，温度变化被监视，这可以指示即将到来的活动。
人造卫星被广泛用于监测火山，因为它们可以允许很容易的进行大面积区域的监测。它们可以测量火山灰的蔓延，例如埃亚菲亚德拉冰盖的火山在2010年的喷发，和二氧化硫（SO2）的排放量。干涉合成孔径雷达和热成像可以监视大型，人口稀少的地区，因为在地面上维护仪器将是过于昂贵。

## 著名的火山学家
- 布丰（1707年–1788年）。
- 詹姆斯·赫顿(1726年–1797年)。
- 大衛·A·約翰斯頓，在圣海伦火山1980年喷发过程中丧生。
- 柏拉图
- 老普林尼
- 小普林尼
- 莫里斯·克拉夫特和卡蒂亚·克拉夫特（分別於1942年至1991年及1946年至1991年），1991年於日本雲仙岳火山去世
- 乔治·P·L·沃克(1926-2005年)，火山學家先驅，將此學科轉變為定量科學。
- 哈利·格里肯，是大衛·A·約翰斯頓的同事，於雲仙岳火山1991年的噴發中喪生。

## 圖片集

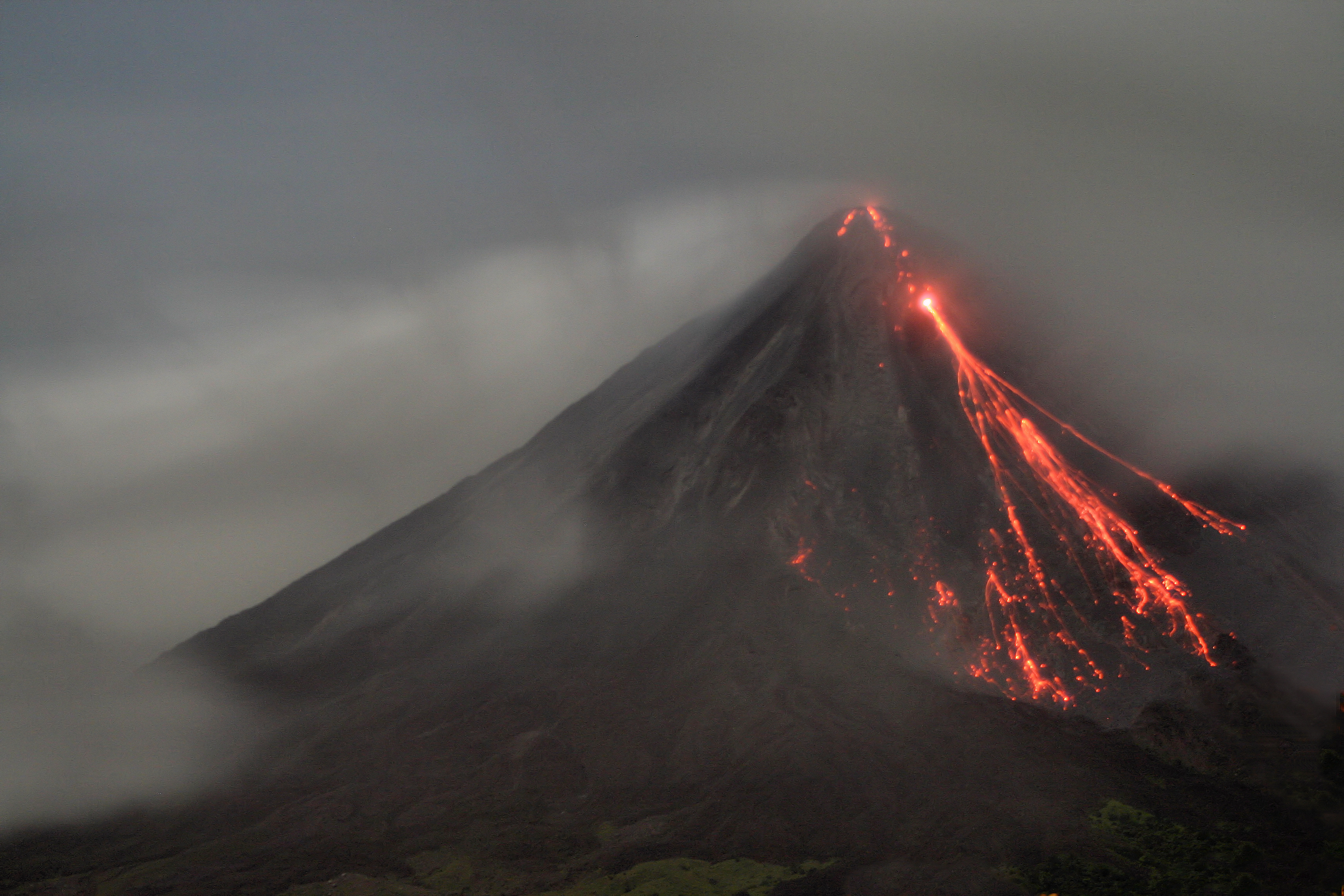
阿雷納爾火山，哥斯達黎加的夜晚。
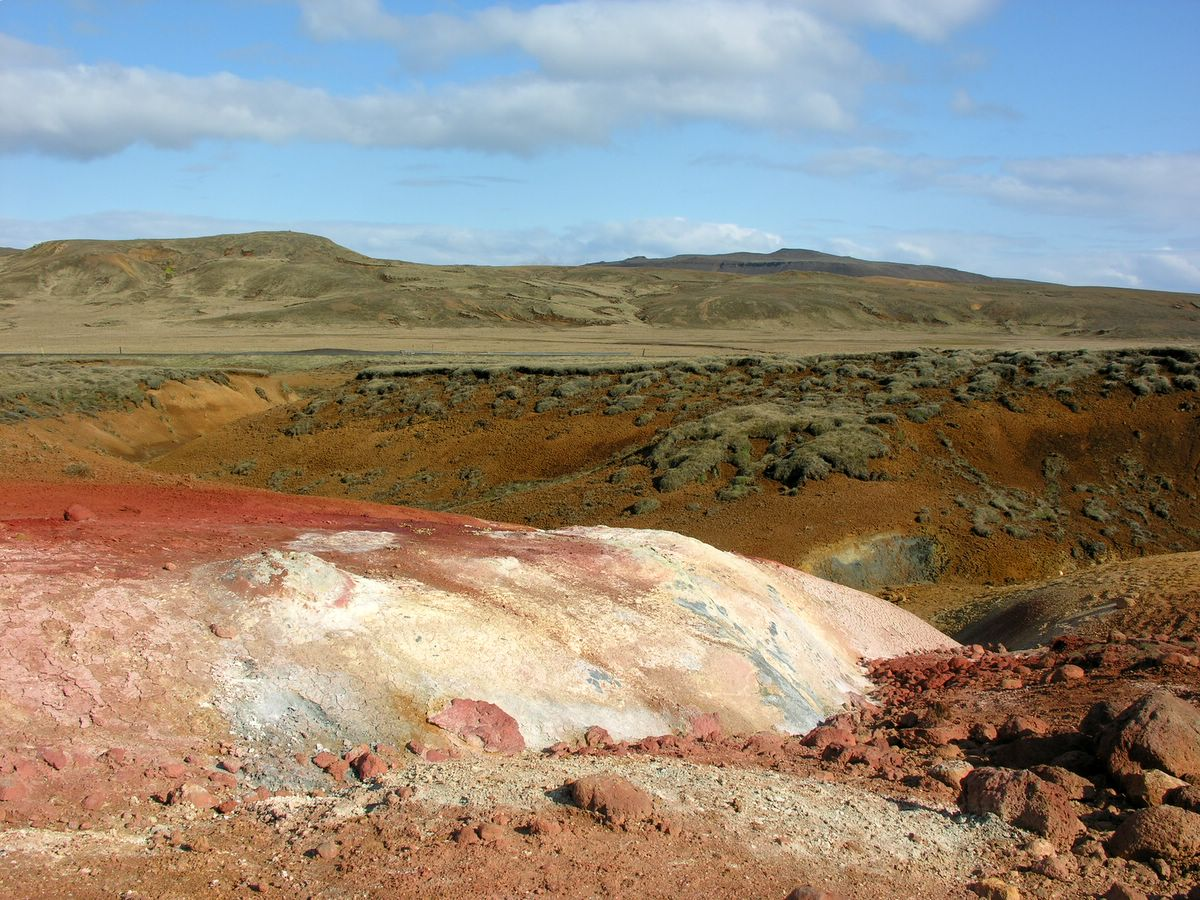
Krýsuvík，冰島西南部的一個溫泉區。
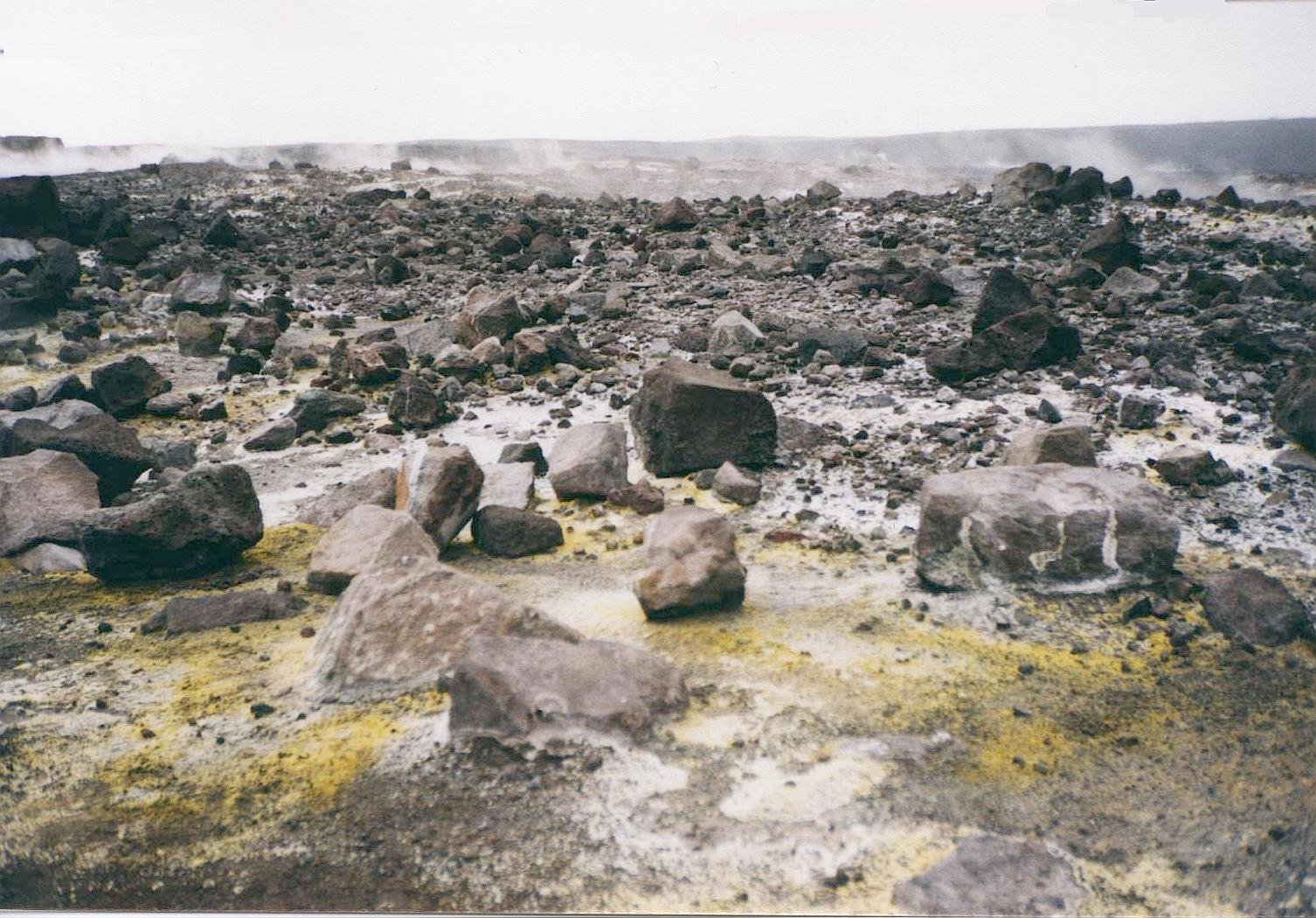
夏威夷大島基拉韋厄火山的 Halema'uma'u 硫礦沉積物。
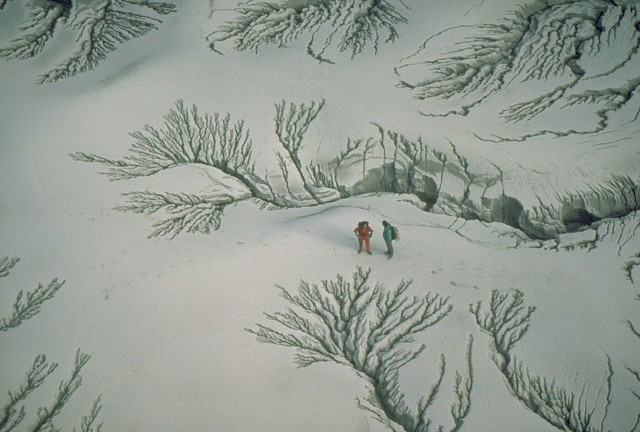
菲律賓皮纳图博火山火山灰沉積物的侵蝕解剖。
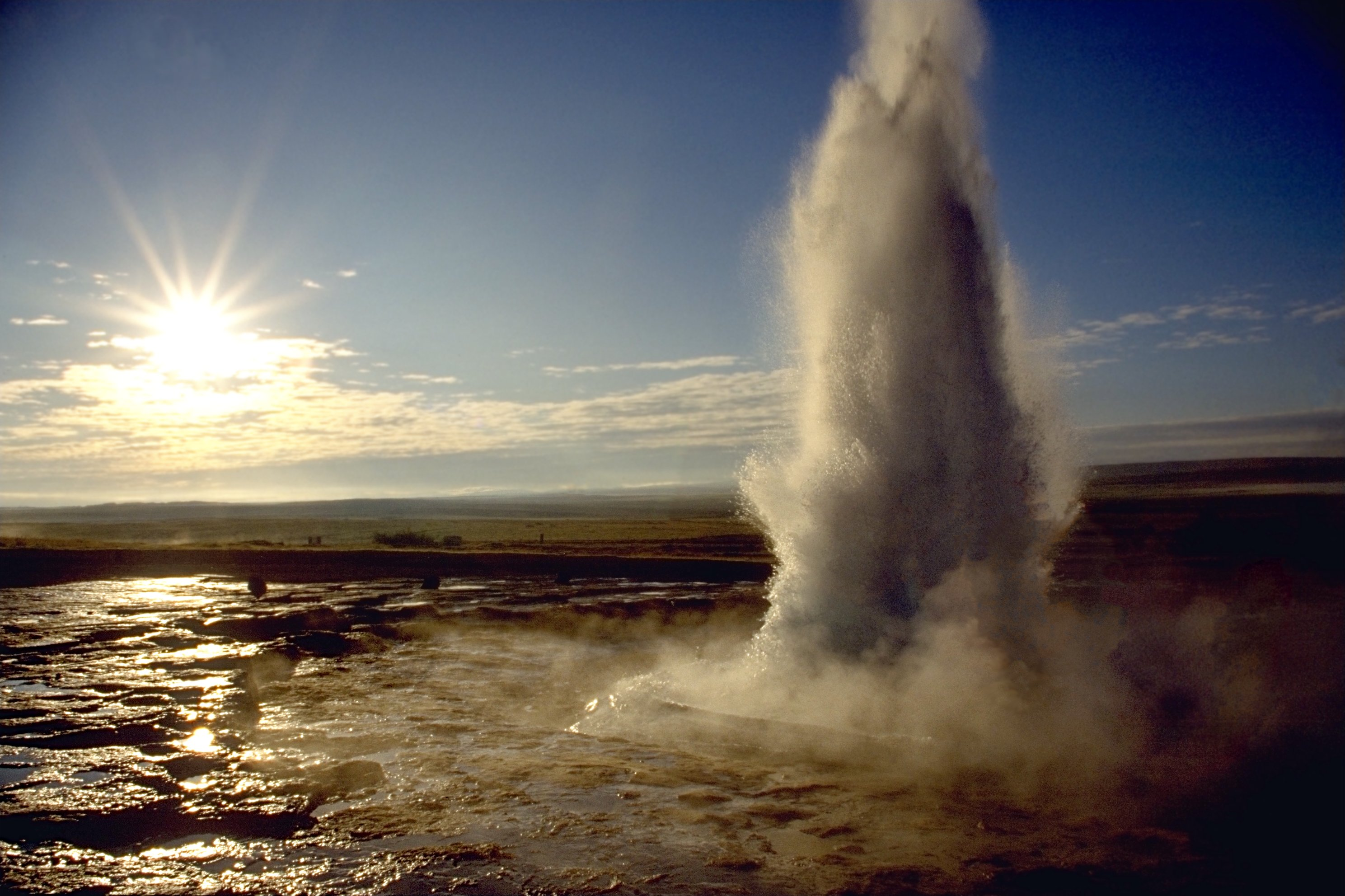
史托克噴泉式間歇泉在清晨噴發。